# جامعه بی‌طبقه
جامعه بی‌طبقه جامعه‌ای است که در آن هیچ شخصی صرفاً به دلیل شرایط خانوادگی، عضو یک طبقه اجتماعی به حساب نمی‌آید. تمایز در ثروت، درآمد، آموزش، فرهنگ یا شبکه اجتماعی در این جامعه می‌تواند تنها از طریق تجربیات یا دستاوردهای شخصی حاصل شود.